# Jiran
Jiran là một thị xã và là một nagar panchayat của quận Neemuch thuộc bang Madhya Pradesh, Ấn Độ.

## Địa lý
Jiran có vị trí 24°19′B 74°53′Đ / 24,32°B 74,88°Đ Nó có độ cao trung bình là 473 mét (1551 feet).

## Nhân khẩu
Theo điều tra dân số năm 2001 của Ấn Độ, Jiran có dân số 10.519 người. Phái nam chiếm 50% tổng số dân và phái nữ chiếm 50%. Jiran có tỷ lệ 62% biết đọc biết viết, cao hơn tỷ lệ trung bình toàn quốc là 59,5%: tỷ lệ cho phái nam là 77%, và tỷ lệ cho phái nữ là 46%. Tại Jiran, 14% dân số nhỏ hơn 6 tuổi.